# Parranquet
Parranquet település Franciaországban, Lot-et-Garonne megyében. Lakosainak száma 115 fő (2022. január 1.). Parranquet Tourliac, Saint-Martin-de-Villeréal, Saint-Cassien, Vergt-de-Biron, Rayet és Gaugeac községekkel határos.

## Népesség
A település népességének változása:
| Lakosok száma | 164  | 128  | 127  | 120  | 122  | 119  | 116  | 114  | 114  | 115  |
|               | 1968 | 1982 | 1990 | 2006 | 2013 | 2015 | 2017 | 2019 | 2020 | 2022 |